# 加賀谷力司
加賀谷 力司（かがや りきじ、1916年〈大正5年〉– 2002年〈平成14年〉）は、日本の政治家・実業家。
林業、建設業を営む企業の経営に携わるとともに、地元秋田県を中心に、戦後日本の地域社会や林業振興・緑化推進に長年にわたって継続的な影響を与えた人物として知られる。

## 経歴
1916年に秋田県五城目町に生まれる。父・加賀谷直治は秋田県議会副議長を務めた政治家であり、加賀谷家は地域において代々公職と産業に携わってきた。秋田県立秋田高等学校、そして早稲田大学で教育を受けたのち、地元に戻り、木材・造林・建設業を中心とする家業を継承。企業経営と地域の活性化を通じて、地域の復興と発展に尽力した。
1951年（昭和26年）に五城目町議会議員に初当選、1956年には町議会議長に就任し、翌1957年より町長を務めた。平成元年まで通算6期にわたり五城目町の町長を務め、地域の整備や教育、文化振興に大きく関与した。
1954年（昭和29年）から五城目町森林組合長を務め、1973年には秋田県素材生産事業協同組合連合会の初代会長、1975年からは全国森林組合連合会の理事として通算5年間務めるなど、全国の林業振興と制度改革に大きな影響を与えた。1988年からは秋田県緑化推進委員会の理事長として募金活動や植樹祭を推進し、県民の緑化意識の向上にも貢献した。

## 表彰・栄典
1990年（平成2年）に内閣総理大臣表彰（緑化推進運動功労者）を受章。30年以上にわたり森林づくりに取り組み、地域住民の環境意識の醸成と後継者育成に大きく貢献したことが高く評価された。
1993年（平成5年）には地方自治功労者として勲四等旭日小綬章を受章。
2000年（平成12年）には秋田県より緑化・林業振興の功績により文化功労章を受章するなど、その功績は生涯を通じて多くの栄誉を受けた。

## その他の活動と文化的影響
1985年（昭和60年）には、天皇陛下主催の春の園遊会に出席。翌1986年には東京都千代田区との交流が深まり、姉妹都市提携を視野に入れた恒常的な関係へと発展した。交流の一環として、佐竹家ゆかりの地・内神田の佐竹稲荷神社に秋田杉と加賀谷氏の碑文が奉納され、五城目町が佐竹藩の理念を継ぐ森林保全の歴史を象徴した。
地元の食文化においても印象的なエピソードがある。1959年（昭和34年）、三笠宮さまが五城目町で開催された全国高校レスリング大会をご視察の際、加賀谷町長の自宅に宿泊された。その際に提供された郷土料理「だまこ鍋」を非常に気に入られた。だまこ鍋は現在でも秋田を代表する郷土料理として親しまれている。